# Ludgério Silva
Ludgério de Almeida Santiago da Silva (ur. 14 sierpnia 1986 w Lobacie) – saotomejski piłkarz, występujący na pozycji pomocnika lub napastnika, reprezentant kraju. Od 2017 roku gracz klubu SC Coimbrões.

## Kariera
Seniorską karierę w przeważającej części spędził w klubach niższych lig portugalskich. Debiutował w Sport Progresso. Następnie występował w takich klubach, jak FC Infesta, União Nogueirense i Padroense FC. W 2011 roku został piłkarzem FC Paços de Ferreira, z którego został natychmiast wypożyczony do União Madeira. W klubie tym występował do 2014 roku, rozgrywając 90 meczów ligowych. W latach 2014–2015 występował w angolskim Onze Bravos do Maquis, zdobywając Puchar Angoli w 2015 roku. Następnie wrócił do Portugalii, zostając reprezentantem CD Cinfães. Od 2017 roku występuje w SC Coimbrões.
W 2015 roku zadebiutował w reprezentacji w przegranym 0:3 meczu z Etiopią.

## Statystyki ligowe
| Sezon         | Klub                     | Liga                         | Mecze | Gole |
| ------------- | ------------------------ | ---------------------------- | ----- | ---- |
| 2006/2007     | FC Infesta               | Segunda Divisão              | 16    | 3    |
| 2007/2008     | Sport Progresso Paranhos | 1.ª Divisão da AF Porto      | ?     | ?    |
| 2008/2009     | Sport Progresso Paranhos | 1.ª Divisão da AF Porto      | ?     | ?    |
| 2009/2010     | União Nogueirense FC     | Divisão de Honra da AF Porto | 33    | 11   |
| 2010/2011     | Padroense FC             | Segunda Divisão              | 26    | 8    |
| 2011/2012     | União Madeira            | Segunda Liga                 | 25    | 6    |
| 2012/2013     | União Madeira            | Segunda Liga                 | 28    | 5    |
| 2013/2014     | União Madeira            | Segunda Liga                 | 37    | 5    |
| 2014 (j)      | Onze Bravos do Maquis    | Girabola                     | 5     | 1    |
| 2015          | Onze Bravos do Maquis    | Girabola                     | 6     | 0    |
| 2015/2016 (w) | CD Cinfães               | Segunda Divisão              | 11    | 1    |
| 2016/2017     | CD Cinfães               | Segunda Divisão              | 25    | 0    |
| 2017/2018     | SC Coimbrões             | Segunda Divisão              | 26    | 7    |